# Ammoniumiodid
Ammoniumiodid (NH4I) ist eine anorganische chemische Verbindung und das Ammoniumsalz des Iodwasserstoffs. Ammoniumiodid ist ein farb- und geruchloser, scharf salzig schmeckender, stark hygroskopischer Feststoff.

## Eigenschaften
Ammoniumiodid ist ein farb- und geruchloser, scharf salzig schmeckender, stark hygroskopischer Feststoff, der in Wasser, Ethanol, Methanol und Glycerin leicht löslich ist. Ammoniumiodid bildet kubische Kristalle, ist leicht zersetzbar und verfärbt infolge Oxidation des Iodid-Ions zu Iod I2 an der Luft gelb bis braun. Die Verbindung kommt in drei Kristallstrukturen vor, wobei die Niedertemperaturform eine tetragonale Kristallstruktur mit der Raumgruppe P4/nmm (Raumgruppen-Nr. 129) besitzt.

## Synthese
Die Herstellung von Ammoniumiodid kann durch die Reaktion von Iod oder Iodwasserstoff mit Ammoniak oder Ammoniumcarbonat erfolgen:
{\displaystyle \mathrm {3\ I_{2}+8\ NH_{3}\longrightarrow 6\ NH_{4}I+N_{2}} }
{\displaystyle \mathrm {NH_{3}+HI\longrightarrow NH_{4}I} }
{\displaystyle \mathrm {(NH_{4})_{2}CO_{3}\cdot H_{2}O+2\ HI\longrightarrow 2\ NH_{4}I+2\ H_{2}O+CO_{2}} }
Bei der Reaktion zwischen Iod I2 mit Ammoniakwasser ist jedoch Vorsicht geboten, da sehr leicht Iodstickstoff gebildet wird.
Im Labor erhält man Ammoniumiodidlösung ähnlich aus 10 % Ammoniakwasser, Iod und Wasserstoffperoxid:
{\displaystyle \mathrm {I_{2}+2\ NH_{3}+H_{2}O_{2}\longrightarrow 2\ NH_{4}I+O_{2}} }

## Verwendung
Verwendung findet Ammoniumiodid in der phototechnischen Industrie und in der Medizin.